# Berta Ferreras
Berta Ferreras Sanz (Mataró, 9 de septiembre de 1997) es una deportista española que compite en natación sincronizada.
Ganó dos medallas en el Campeonato Mundial de Natación, en los años 2019 y 2022, y siete medallas en el Campeonato Europeo de Natación entre los años 2016 y 2021. En los Juegos Europeos consiguió cinco medallas, en los años 2015 y 2023.

## Palmarés internacional
| Campeonato Mundial | Campeonato Mundial      | Campeonato Mundial | Campeonato Mundial |
| Año                | Lugar                   | Medalla            | Prueba             |
| ------------------ | ----------------------- | ------------------ | ------------------ |
| 2019               | Gwangju (Corea del Sur) | Medalla de bronce  | Rutina especial    |
| 2022               | Budapest (Hungría)      | Medalla de bronce  | Rutina especial    |
| Juegos Europeos    |                         |                    |                    |
| Año                | Lugar                   | Medalla            | Prueba             |
| 2015               | Bakú (Azerbaiyán)       | Medalla de plata   | Solo               |
| 2015               | Bakú (Azerbaiyán)       | Medalla de plata   | Equipo             |
| 2015               | Bakú (Azerbaiyán)       | Medalla de plata   | Combinación libre  |
| 2023               | Oświęcim (Polonia)      | Medalla de oro     | Equipo técnico     |
| 2023               | Oświęcim (Polonia)      | Medalla de oro     | Equipo libre       |
| Campeonato Europeo |                         |                    |                    |
| Año                | Lugar                   | Medalla            | Prueba             |
| 2016               | Londres (Reino Unido)   | Medalla de bronce  | Dúo técnico mixto  |
| 2016               | Londres (Reino Unido)   | Medalla de bronce  | Dúo libre mixto    |
| 2018               | Glasgow (Reino Unido)   | Medalla de bronce  | Dúo técnico mixto  |
| 2018               | Glasgow (Reino Unido)   | Medalla de bronce  | Dúo libre mixto    |
| 2018               | Glasgow (Reino Unido)   | Medalla de bronce  | Combinación libre  |
| 2021               | Budapest (Hungría)      | Medalla de plata   | Equipo libre       |
| 2021               | Budapest (Hungría)      | Medalla de bronce  | Equipo técnico     |